# آریوبرزن دوم (پادشاه آتورپاتکان)
آریوبرزن دوم (به پارسی باستان: 𐎠𐎼𐎡𐎹𐎠𐎲𐎼𐏀𐎠𐎴؛ نویسه‌گردانی: *Aryābr̥zans؛ زبان یونانی باستان: Ἀριοβαρζάνης؛ نویسه‌گردانی: Ariobarzánēs) پادشاه ماد آتورپاتکان، و هم دوره با حکومت فرهاد چهارم اشکانی بوده است. وی از سال ۲۰ پ.م. تا ۲۰ میلادی در آتورپاتکان حکومت می‌نموده است. مارک آنتونی قیصر روم، خواهر آریوبرزن، یوتاب را به نامزدی پسر خود الکساندر هلیوس درآورد که از ملکه معروف کلئوپاترا به دنیا آمده بود.

## پادشاهی
پس از مرگ تیگران چهارم که آخرین پادشاه دودمان آرتاشسی بود اگوست یکی از پسرخوانده‌های خود به نام کایوس سزار را با لشگری به ارمنستان فرستاد تا آریوبرزن را که در آن هنگام پادشاه ماد آتورپاتکان هم بود وادارد به این اینکه تخت سلطنت را به او واگذارد. تاسیت مورخ رومی نقل می‌کند که ارمنیان او را به سبب زیبایی حیرت‌انگیز و شجاعت فوق‌العاده اش به طیب خاطر پذیرفتند.
لیکن استقرار او بر تخت سلطنت ارمنستان بدون زحمت صورت نگرفت. او چون از طرف رومیان نامزد سلطنت شده بود ناچار شد با شورش بزرگی که عوامل ارمنی مخالف نفوذ روم بر پا کرده بودند مبارزه کند، و در جریان همین مبارزه‌ها بود که کایوس سزار زخمی مهلک برداشت و چند ماه بعد بر اثر همان زخم درگذشت.
آریوبرزن اول از سال ۲ تا ۱۱ میلادی سلطنت کرد و پس از او پسرش آریوبرزن دوم (که با نام آرتاوازد پنجم نیز معروف است) به جایش نشست.